# Pont sur le Lié
Le pont sur le Lié a été construit pour les chemins de fer des Côtes-du-Nord. Il permet à la ligne Plémy - Loudéac de franchir le Lié au niveau de Plouguenast.
Caractéristiques principales :
- Longueur : 53 m
- Hauteur : 4,5 m
- 4 travées